# Auvers-sous-Montfaucon
Auvers-sous-Montfaucon is een gemeente in het Franse departement Sarthe (regio Pays de la Loire) en telt 189 inwoners (1999). De plaats maakt deel uit van het arrondissement La Flèche.

## Geografie
De oppervlakte van Auvers-sous-Montfaucon bedraagt 7,6 km², de bevolkingsdichtheid is 24,9 inwoners per km².
De onderstaande kaart toont de ligging van Auvers-sous-Montfaucon met de belangrijkste infrastructuur en aangrenzende gemeenten.

## Demografie
Onderstaande figuur toont het verloop van het inwonertal (bron: INSEE-tellingen).
1. ↑  Populations de référence 2022.